# GBK (jeu de caractères)
Pour les articles homonymes, voir GBK.
GBK, ou GB 16500, est un jeu de caractères publié en 1993 comme une extension de GB 2312, destiné à représenter les caractères chinois simplifiés, utilisé en République populaire de Chine (RPC) mais supplanté par GB 18030 en 2000.
GB est un sigle pour standard national (国家标准, Guójiā Biāozhǔn), alors que K équivaut à une extension (扩展, kuòzhǎn). GBK est non seulement un sur-ensemble de la norme précédente GB 2312 en incluant des sinogrammes traditionnels, mais également avec des sinogrammes apparus après la définition de GB2312 en 1981. Ainsi, certains noms avec des caractères autrefois non représentables, comme le caractère 镕 (róng) dans le nom de l'ancien Premier ministre Chinois Zhu Rongji, le sont avec GBK.

## Histoire
En 1993, la norme d'Unicode 1.1 fut publiée, comprenant 20.902 caractères utilisés en Chine, Taïwan, au Japon et en Corée. Après ceci, le gouvernement de RPC a publié GB13000.1-93, un standard national (GuoBiao) équivalent à Unicode 1.1.
GBK fut défini en 1993 comme une extension GB2312-80, tout en incluant les caractères de GB13000.1-93 de par l'occupation des points de code inutilisés disponibles dans GB 2312. Par conséquent, GBK est à compatibilité ascendante avec GB 2312.
Microsoft a mis en œuvre GBK dans son système Windows 95 en tant que page de code 936, sous le nom CP936. Bien que GBK n'ait jamais été une norme officielle, la popularité de Windows a fait de GBK une norme de fait et il reste encore beaucoup utilisé.
Tandis que GBK comprenait tous les caractères chinois définis dans Unicode 1.1 et GB13000.1-93, ces normes ont employé différentes tables de code. La raison première de son existence était simplement d'établir le lien entre GB2312-80 et GB13000.1-93. La version de Microsoft compte 21.003 sinogrammes et 892 symboles contre respectivement 6763 et 682 pour GB 2312.
La norme GB18030-2000, publiée en 2000 et supplantant officiellement GBK, maintient cependant une compatibilité ascendante avec GBK, à l'exception de quelques caractères, notamment le signe Euro.